# Eupithecia descimoni
Eupithecia descimoni är en fjärilsart som beskrevs av Claude Herbulot 1987. Eupithecia descimoni ingår i släktet Eupithecia och familjen mätare. Inga underarter finns listade i Catalogue of Life.